# Chrysler 65
Der Chrysler Serie 65 war ein PKW der Mittelklasse, den Chrysler in Detroit im Modelljahr 1929 herstellte. Er ersetzte die Serie 62 und stellte nach dem Wegfall der Vierzylindermodelle die kleinste Chrysler-Modellreihe dar.

## Allgemeines

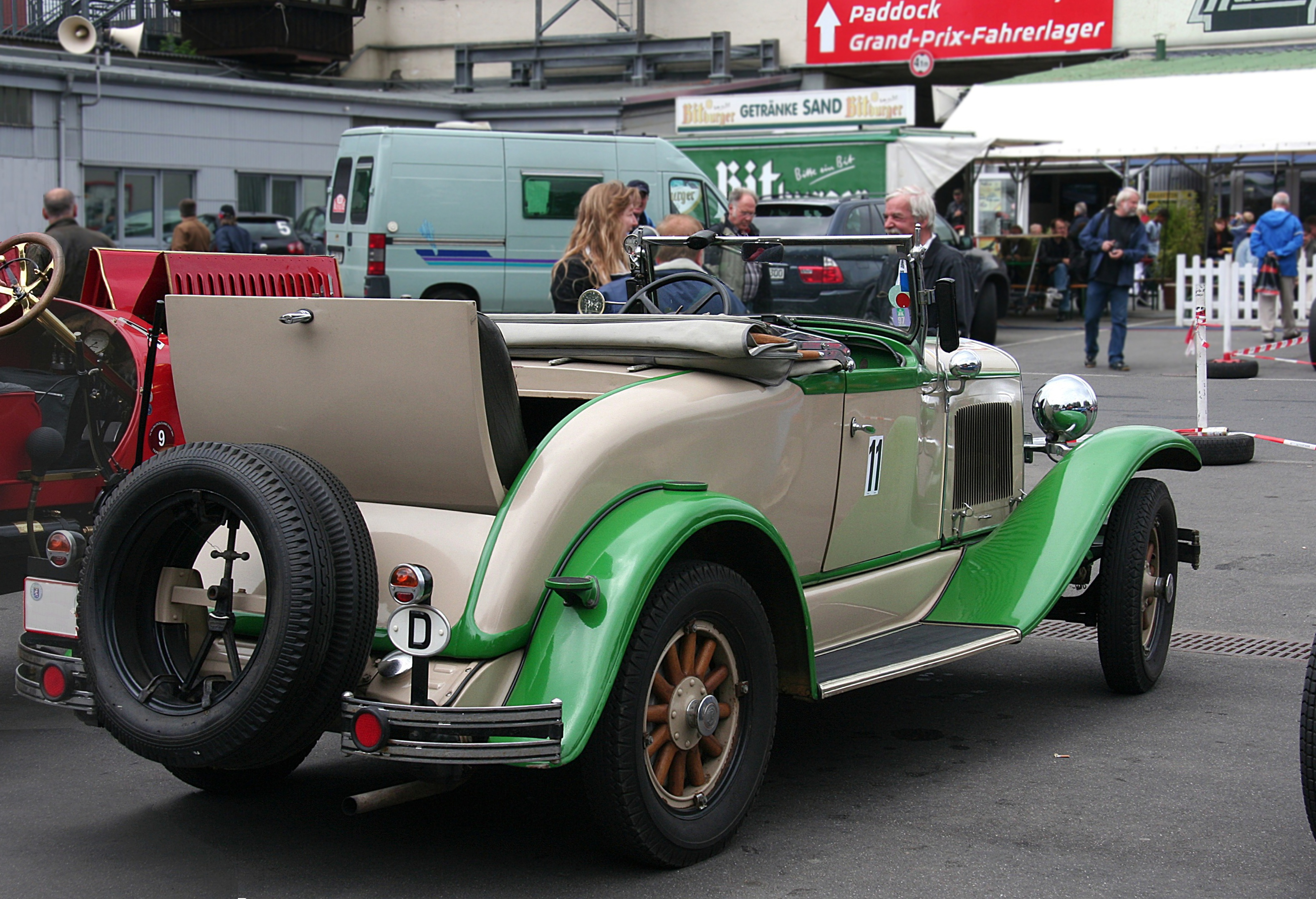
Chrysler 65 Roadster (1928)

Der Wagen besaß einen seitengesteuerten 6-Zylinder-Reihenmotor mit 3.205 cm³ Hubraum, der 65 bhp (48 kW) Leistung abgab. Über eine Einscheiben-Trockenkupplung und ein Dreiganggetriebe mit Mittelschaltung wurden die Hinterräder angetrieben. Serienmäßig waren alle vier Räder hydraulisch gebremst. Es wurden sechs verschiedene Karosserien angeboten, die im Wesentlichen denen des Vorgängermodells entsprachen. Die Kühlereinfassung war aber schmaler gehalten. Erstmals wurde auch Schlüsselanlassung (anstatt des bisher üblichen Anlassschalters) angeboten.
1930 hieß die Modellreihe Chrysler Serie 66. Die Karosserien waren leicht überarbeitet worden. Beispielsweise gab es schüsselförmige Scheinwerfer anstatt der tonnenförmigen und schwereren Kotflügel. Ab Mitte des Modelljahres wurde ein größerer Motor eingesetzt, der aus 3.582 cm³ Hubraum 75 bhp (55 kW) schöpfte. Diese Modellreihe wurde auch noch 1931 gebaut.
Von der Serie 65 entstanden 116.487 Exemplare, die Serie 66 wurde nur 22.606 mal gebaut. Noch im Modelljahr 1931 ersetzte die überarbeitete Serie CM die Serie 66.

## Quelle
- Beverly R. Kimes, Henry A. Clark: Standard Catalog of American Cars 1805–1942. Krause Publications, Iola 1985, ISBN 0-87341-045-9.